# Wukir Harjo
Wukir Harjo is een bestuurslaag in het regentschap Sleman van de provincie Jogjakarta, Indonesië. Wukir Harjo telt 2402 inwoners (volkstelling 2010).